# Col·lector comú

Figura 1: Circuit bàsic de col·lectors comú NPN (exceptuant els detalls de polarització).

En electrònica, un amplificador de col·lector comú (també conegut com a seguidor d'emissor) és una de les tres topologies bàsiques d'amplificadors de transistor d'unió bipolar d'una sola etapa (BJT), que s'utilitzen normalment com a buffer de tensió.
En aquest circuit, el terminal base del transistor serveix d'entrada, l'emissor és la sortida i el col·lector és comú a tots dos (per exemple, pot estar lligat a una referència de terra o un carril d'alimentació), d'aquí el seu nom. El circuit de transistor d'efecte de camp anàleg és l'amplificador de drenatge comú i el circuit de tub anàleg és el seguidor del càtode.

## Circuit bàsic
El circuit es pot explicar veient que el transistor està sota el control de la retroalimentació negativa. Des d'aquest punt de vista, una etapa de col·lector comú (Fig. 1) és un amplificador amb retroalimentació negativa en sèrie completa. En aquesta configuració (Fig. 2 amb β = 1), tota la tensió de sortida V out es col·loca al contrari i en sèrie amb la tensió d'entrada Vin. Així, les dues tensions es resten segons la llei de voltatge de Kirchhoff (KVL) (el subtractor del diagrama de blocs de funció s'implementa només pel bucle d'entrada), i la seva diferència V diff = V in - V out s'aplica a la unió base-emissor. El transistor controla contínuament V diff i ajusta la seva tensió d'emissor a V igual a menys el V BE majoritàriament constant fent passar el corrent del col·lector a través de la resistència de l'emissor RE. Com a resultat, la tensió de sortida segueix les variacions de voltatge d'entrada des de VBE fins a V+ ; d'aquí el nom de "seguidor emissor".
Intuïtivament, aquest comportament també es pot entendre adonant-se que VBE és molt insensible als canvis de polarització, de manera que qualsevol canvi en la tensió base es transmet (a una bona aproximació) directament a l'emissor. Depèn lleugerament de diverses pertorbacions (toleràncies del transistor, variacions de temperatura, resistència de càrrega, una resistència de col·lector si s'afegeix, etc.), ja que el transistor reacciona a aquestes pertorbacions i restableix l'equilibri. Mai es satura encara que la tensió d'entrada arribi al carril positiu. Es pot demostrar matemàticament que el circuit del col·lector comú té un guany de tensió de gairebé la unitat:
{\displaystyle A_{v}={\frac {v_{\text{out}}}{v_{\text{in}}}}\approx 1.} Un petit canvi de tensió al terminal d'entrada es replicarà a la sortida (depenent lleugerament del guany del transistor i del valor de la resistència de càrrega; vegeu la fórmula de guany a continuació). Aquest circuit és útil perquè té una gran impedància d'entrada
{\displaystyle r_{\text{in}}\approx \beta _{0}R_{\text{E}},} de manera que no carregarà el circuit anterior i una petita impedància de sortida {\displaystyle r_{\text{out}}\approx {\frac {R_{\text{E}}\parallel R_{\text{source}}}{\beta _{0}}},} de manera que pot controlar càrregues de baixa resistència.

## Característiques
A baixes freqüències i utilitzant un model híbrid-pi simplificat, es poden derivar les següents característiques de senyal petit. (Paràmetre {\displaystyle \beta =g_{m}r_{\pi }} i les línies paral·leles indiquen components en paral·lel).
|                        | Definició                                                               | Expressió                                                                             | Expressió aproximada                                                         | Expressió aproximada                                                         | Condicions                                                                   |
| ---------------------- | ----------------------------------------------------------------------- | ------------------------------------------------------------------------------------- | ---------------------------------------------------------------------------- | ---------------------------------------------------------------------------- | ---------------------------------------------------------------------------- |
| Guany de corrent       | {\displaystyle A_{\mathrm {i} }={i_{\text{out}} \over i_{\text{in}}}}   | {\displaystyle \beta _{0}+1\ }                                                        | {\displaystyle \approx \beta _{0}}                                           | {\displaystyle \approx \beta _{0}}                                           | {\displaystyle \beta _{0}\gg 1}                                              |
| Guany de tensió        | {\displaystyle A_{\mathrm {v} }={v_{\text{out}} \over v_{\text{in}}}}   | {\displaystyle {g_{m}R_{\text{E}} \over g_{m}R_{\text{E}}+1}}                         | {\displaystyle \approx 1}                                                    | {\displaystyle \approx 1}                                                    | {\displaystyle g_{m}R_{\text{E}}\gg 1}                                       |
| Resistència d'entrada  | {\displaystyle r_{\text{in}}={\frac {v_{\text{in}}}{i_{\text{in}}}}}    | {\displaystyle r_{\pi }+(\beta _{0}+1)R_{\text{E}}\ }                                 | {\displaystyle \approx \beta _{0}R_{\text{E}}}                               | {\displaystyle \approx \beta _{0}R_{\text{E}}}                               | {\displaystyle (g_{m}R_{\text{E}}\gg 1)\wedge (\beta _{0}\gg 1)}             |
| Resistència de sortida | {\displaystyle r_{\text{out}}={\frac {v_{\text{out}}}{i_{\text{out}}}}} | {\displaystyle R_{\text{E}}\parallel {r_{\pi }+R_{\text{source}} \over \beta _{0}+1}} | {\displaystyle \approx {1 \over g_{m}}+{R_{\text{source}} \over \beta _{0}}} | {\displaystyle \approx {1 \over g_{m}}+{R_{\text{source}} \over \beta _{0}}} | {\displaystyle (\beta _{0}\gg 1)\wedge (r_{\text{in}}\gg R_{\text{source}})} |

On {\displaystyle R_{\text{source}}\ } és la resistència de font equivalent a Thévenin.